# Șevcenka, Dobrovelîcikivka
Șevcenka (în ucraineană Шевченка) este un sat în comuna Drujeliubivka din raionul Dobrovelîcikivka, regiunea Kirovohrad, Ucraina.

## Demografie
Componența lingvistică a localității Șevcenka
     Ucraineană (93,44%)
     Rusă (3,28%)
     Română (1,64%)
     Belarusă (1,64%)
Conform recensământului din 2001, majoritatea populației localității Șevcenka era vorbitoare de ucraineană (93,44%), existând în minoritate și vorbitori de rusă (3,28%), română (1,64%) și belarusă (1,64%).